# Francesco Marchetti Selvaggiani
Francesco Marchetti Selvaggiani (ur. 1 października 1871 w Rzymie, zm. 13 stycznia 1951 tamże) – włoski biskup rzymskokatolicki, kardynał od 1930, sekretarz Kongregacji Świętego Oficjum w latach 1939–1951, dziekan Kolegium Kardynałów w latach 1948–1951.

## Życiorys
W 1896 przyjął święcenia kapłańskie. W 1918 został mianowany arcybiskupem tytularnym diecezji Selecia di Isauria. W latach 1918–1920 był internuncjuszem w Wenezueli, w 1920 nuncjuszem apostolskim w tym kraju, a w latach 1920–1922 w Austrii. W latach 1922–1930 zajmował stanowisko sekretarza Świętej Kongregacji Propaganda Fide. W 1929 pełnił funkcję specjalnego przedstawiciel papieża Piusa XI w Etiopii.
Pius XI na konsystorzu celebrowanym 30 czerwca 1930 mianował go kardynałem prezbiterem S. Maria Nuova. Rok później Marchetti Selvaggiani został wikariuszem generalnym diecezji rzymskiej oraz archiprezbiterem bazyliki laterańskiej. W latach 1936–1951 kardynał biskup Frascati. Uczestniczył w konklawe w 1939. Nowy papież Pius XII mianował go sekretarzem Najwyższej Świętej Kongregacji Świętego Oficjum. Kardynał biskup Ostii, dziekan Kolegium Kardynałów i prefekt Świętej Kongregacji ds. Ceremonii od lutego 1948.
Został pochowany na rzymskim cmentarzu Campo Verano.